# ایمر
ایمر (به ایتالیایی: Imer) یک کومونه در ایتالیا است که در ترنتینو واقع شده‌است.

## خصوصیات
ایمر ۲۷٫۶ کیلومترمربع مساحت و ۱٬۲۱۳ نفر جمعیت دارد و ۶۷۰ متر بالاتر از سطح دریا واقع شده‌است.

## خواهرخوانده
شهرهای فایکیو و Piraquara خواهرخوانده‌های ایمر هستند.